# Turmero
Turmero – miasto w Wenezueli, w stanie Aragua, w gminie Santiago Mariño; 313 615 mieszkańców (2012).
W mieście rozwinął się przemysł spożywczy oraz drzewny.